# Non conferenza
Una non conferenza (in inglese unconference) è un tipo di evento dove il contenuto delle sessioni è influenzato e creato dai partecipanti, generalmente durante il corso dell'evento, invece che da pochi organizzatori prima che l'evento cominci. Il processo della non conferenza è simile a quello della Open Space Technology, in ogni caso è presente da più di vent'anni in altri contesti. Ci sono anche paralleli con la fandom della science fiction dove gli incontri, con poca struttura e senza concentrazione sui relatori o ospiti speciali, vengono denominati "Relaxacon".
Il termine "non conferenza" viene applicato a una varietà di incontri che per loro natura evitano uno o più aspetti delle conferenze tradizionali (come la presentazione non interattiva di lucidi) che possono essere fruiti dai partecipanti anche in linea, e pongono invece l'accento sull'aspetto partecipativo e umano offerto dall'incontro fisico tra persone interessate a uno stesso tema.

## Metodo
L'evento comincia con un'introduzione degli organizzatori sulle finalità dell'evento, codice comportamentale durante la giornata e i parametri.
Per parametri si intende l'inizio e la fine dell'evento, la durata delle sessioni, le pause per rifocillarsi (se contemplate), le regole per accedere alla rete senza fili (di solito predisposta) e tutto ciò preventivamente concordato nel wiki. Il principio dell'Open Space e la Legge dei due Piedi («Ogni persona che non sta apprendendo o non contribuisce a un gruppo deve cambiare gruppo») sono spesso contemplati come linee guida per i partecipanti.
La parte iniziale dell'evento può anche includere del tempo assegnato a ogni partecipante per presentarsi. I partecipanti sono invitati a scrivere i propri nomi e l'argomento della sessione che presentano su un foglio A4. In seguito, ogni partecipante annuncia il titolo della propria sessione a tutta la stanza, affiggendo il foglio su una parete precedentemente disposta. Quando tutte le sessioni sono state pubblicate sulla parete, i partecipanti consultano il programma che sarà stato redatto da coloro che guidano le sessioni.

## Processo di partecipazione
Una non conferenza può adoperare diversi metodi di partecipazione attraverso i quali condurre le discussioni. I più significativi sono:
- Open Space Technology
- World Café
- Facilitazione Dinamica
- Fishbowl
- Speed Geeking

## Eventi simili
Il Foo Camp di O'Reilly, cominciato nel 2003, viene spesso identificato come una non conferenza, ma la struttura differisce in diversi aspetti dalla definizione originale. La differenza principale riguarda la partecipazione esclusiva su invito.
Il Foo Camp adopera un processo derivato dall'Open Space Technology ma non nella definizione delle sessioni. Un Foo Camp dispone di una lavagna con i tempi previsti e i partecipanti compilano gli spazi allocati con il loro argomento. Il Foo Camp è stato molto adottato come ad esempio da BarCamp, Pod Camp, Seattle Mind Camp e Disney Pooh Camp in forma di derivazione diretta.
Adunanza digitale, iniziato nel 2006, è anch'esso identificato come una non conferenza.